# Ciclón Yasa
El ciclón tropical severo Yasa fue el ciclón tropical más intenso de 2020, así como también la primera tormenta nombrada, el primer ciclón tropical severo y el más intenso de la temporada de ciclones en el Pacífico Sur de 2020-2021. El sistema se observó por primera vez como una perturbación tropical 02F desarrolló una perturbación tropical que se formó al este-noreste de Vanuatu el 11 de diciembre de 2020. La perturbación se organizó lo suficiente como para convertirse en una depresión tropical a las 0:00 UTC del 12 de diciembre según el Servicio Meteorológico de Fiyi. ya que el Centro Conjunto de Advertencia de Tifones (JTWC) emitió un Alerta de Formación de Ciclón Tropícal. Más tarde ese día, el Centro Conjunto de Advertencia de Tifones (JTWC) actualizó el sistema a ciclón tropical 05P. El FWS también asignó al sistema el nombre Yasa.
El sistema se movió gradualmente a través del océano Pacífico Sur, atravesando un circuito pequeño y lento mientras se intensificaba rápidamente. En aproximadamente un día, se convirtió en un ciclón tropical de categoría 5 severo en la escala australiana y unas horas más tarde, en un ciclón equivalente a la categoría 5 en la escala de huracanes de Saffir-Simpson, con vientos sostenidos de 1 minuto de 260 km/h (160 mph) y una presión mínima de 917 milibares. Esto convirtió a Yasa en el ciclón tropical de categoría 5 más temprana tanto en la escala australiana como en la escala de huracanes de Saffir-Simpson en la cuenca del Pacífico Sur desde que comenzaron los registros confiables, superando el antiguo récord del ciclón Zoe en 2002-2003.
Yasa mantuvo su intensidad y se definió con mayor claridad en las imágenes satelitales a medida que se acercaba a Fiyi. El primer ministro Frank Bainimarama envió un mensaje a todo el país sobre los preparativos para la tormenta. Se suspendieron los servicios marítimos y se recomendó a los pescadores que no salieran al mar por temor a que Yasa pudiera herirlos o matarlos. Se emitieron múltiples alertas, incluyendo fuertes lluvias, fuertes vientos e inundaciones. Pronto, todo Fiyi se encontraba bajo alerta ante la proximidad de Yasa. Se emitió una alerta de vientos fuertes para Vanuatu a medida que el campo de vientos de la tormenta alcanzaba el país. Los impactos comenzaron a sentirse el mediodía del 16 de diciembre, cuando las aldeas de los grupos Malolo y Yasawa comenzaron a sentir los vientos y la lluvia de Yasa. Los impactos de Yasa fueron grandes y extensos. El 22 de diciembre, las zonas afectadas estaban comenzando a restablecer las comunicaciones. El transporte se vio afectado, ya que 72 carreteras del país estuvieron cerradas debido a la caída de árboles, cables eléctricos e inundaciones. Se registraron fuertes lluvias en la mayor parte del país. Se confirmaron cuatro muertes y una persona permanece desaparecida. Los daños en Fiji se calcularon en 500 millones de dólares fiyianos, o 245 millones de dólares estadounidenses (dólares estadounidenses de 2020).
Muchas personas afectadas se quedaron sin acceso a alimentos y agua tras el paso del Yasa por Fiyi. La Federación Internacional de Sociedades de la Cruz Roja y de la Media Luna Roja proporcionó financiación y artículos de socorro a unos 17.700 fiyianos hasta el 18 de diciembre, y proporcionó suministros al Ministerio de Salud y Servicios Médicos de Fiyi. Australia prometió su ayuda y envió el HMAS Adelaide (L01) para contribuir a la recuperación.

## Historia meteorológica
El área de baja presión que se convertiría en el ciclón tropical severo Yasa fue detectada por primera vez por el Centro Conjunto de Advertencia de Tifones (JTWC) de los Estados Unidos durante el 10 de diciembre de 2020, mientras que se encontraba a unos 655 km (405 millas) al norte de Port Vila en Vanuatu. En esta etapa, la perturbación tenía una circulación de bajo nivel amplia y completamente expuesta, con poca o ninguna convección atmosférica alrededor del sistema. El sistema también estaba ubicado dentro de un entorno marginalmente favorable para un mayor desarrollo, con altos niveles de cizalladura vertical del viento, debido a las temperaturas cálidas de la superficie del mar de alrededor de 29 a 30 °C (84 a 86 °F). Durante ese día, el sistema se fue organizando gradualmente a medida que avanzaba hacia el noreste, hacia un entorno más favorable, antes de ser clasificado por el Servicio Meteorológico de Fiyi (FMS) como disturbio tropical 02F durante el 11 de diciembre. A lo largo de ese día, el sistema continuó desarrollándose y comenzó a interactuar con la depresión tropical 01F/04P, que estaba ubicada al sur de 02F. Las condiciones ambientales fueron muy favorables para la ciclogénesis tropical, con flujo de salida radial en la troposfera superior, baja cizalladura vertical del viento y temperaturas de la superficie del mar cercanas a los 30 °C (86 °F). Las bandas de lluvia convectivas comenzaron a desarrollarse alrededor del sistema a medida que avanzaba lentamente hacia el este, envolviéndose en el centro de circulación de bajo nivel. A las 00:00 UTC del 12 de diciembre, el Servicio Meteorológico de Fiyi (FMS) actualizó el sistema a depresión tropical 02F y comenzó a emitir mapas de seguimiento de pronóstico. Al mismo tiempo, el Centro Conjunto de Advertencia de Tifones (JTWC) emitió una alerta de formación de ciclones tropicales para el sistema. El Centro Conjunto de Advertencia de Tifones (JTWC) también notó un posible efecto Fujiwhara con 01F que obstaculizó brevemente la formación del sistema.
Durante el 12 de diciembre, el Centro Conjunto de Advertencia de Tifones (JTWC) inició avisos sobre el sistema y lo clasificó como ciclón tropical 05P. Durante el día siguiente, el sistema absorbió la depresión tropical 01F y continuó consolidándose, antes de que el FMS informara que el sistema se había convertido en un ciclón tropical de categoría 1, en la escala de intensidad de ciclones tropicales de Australia y lo llamó Yasa. Al día siguiente, la tormenta comenzó a intensificarse rápidamente, y el Centro Conjunto de Advertencia de Tifones (JTWC) actualizó el sistema a un ciclón equivalente a categoría 1 en la escala de huracanes de Saffir-Simpson. Mientras tanto, el Servicio Meteorológico de Fiji determinó que Yasa se había fortalecido hasta convertirse en un ciclón de categoría 2 en la escala australiana. El ciclón continuó fortaleciéndose, convirtiéndose en un ciclón de categoría 4 en la escala australiana según el Servicio Meteorológico de Fiyi, a principios del 15 de diciembre. El ciclón también desarrolló un ojo durante este tiempo. A las 15:00 UTC de ese día, se intensificó hasta convertirse en un ciclón equivalente a Categoría 3 en la escala de huracanes de Saffir-Simpson y un ciclón de categoría 5 en la escala australiana.
A las 00:00 UTC del 16 de diciembre, Yasa se había intensificado hasta convertirse en un ciclón tropical equivalente a categoría 5 en la escala de huracanes de Saffir-Simpson, con vientos sostenidos de 1 minuto de 260 km/h (160 mph). Más tarde ese día, el FMS informó que Yasa había alcanzado su punto máximo con vientos sostenidos máximos de 10 minutos de 230 km/h (140 mph), así como una presión mínima de 917 hPa (27,08 inHg), aunque operativamente se evaluó en 250 km/h (160 mph), y una presión mínima de 899 hPa (26,55 inHg). Posteriormente, el sistema comenzó a debilitarse y sus cimas de nubes comenzaron a calentarse antes de que Yasa tocara tierra en la provincia de Bua en Vanua Levu como un ciclón tropical severo de categoría 5, alrededor de las 06:00 UTC (18:00 FJT) del 17 de diciembre.
Después de tocar tierra, el ojo de Yasa se llenó de nubes y se disipó, mientras completaba un ciclo de reemplazo de la pared del ojo sobre Vanua Levu. Posteriormente, el sistema se trasladó al Mar de Koro, donde pasó cerca o sobre varias de las Islas Lau y comenzó a interactuar con una vaguada de baja presión de nivel superior. Esto provocó un aumento de la cizalladura vertical del viento sobre el sistema, lo que a su vez provocó que Yasa se debilitara significativamente y se convirtiera en un ciclón tropical severo de categoría 3 durante el 18 de diciembre.ref name="Warning 22"/> Durante los siguientes días, el sistema se fue debilitando gradualmente a medida que rozaba Tonga, antes de ser clasificado como un ex ciclón tropical por el FMS durante diciembre de 19, al degenerar en una baja extratropical. Durante los siguientes días, el JTWC continuó monitoreando a Yasa como un ciclón subtropical, antes de que el sistema fuera detectado por última vez el 24 de diciembre.

## Preparaciones

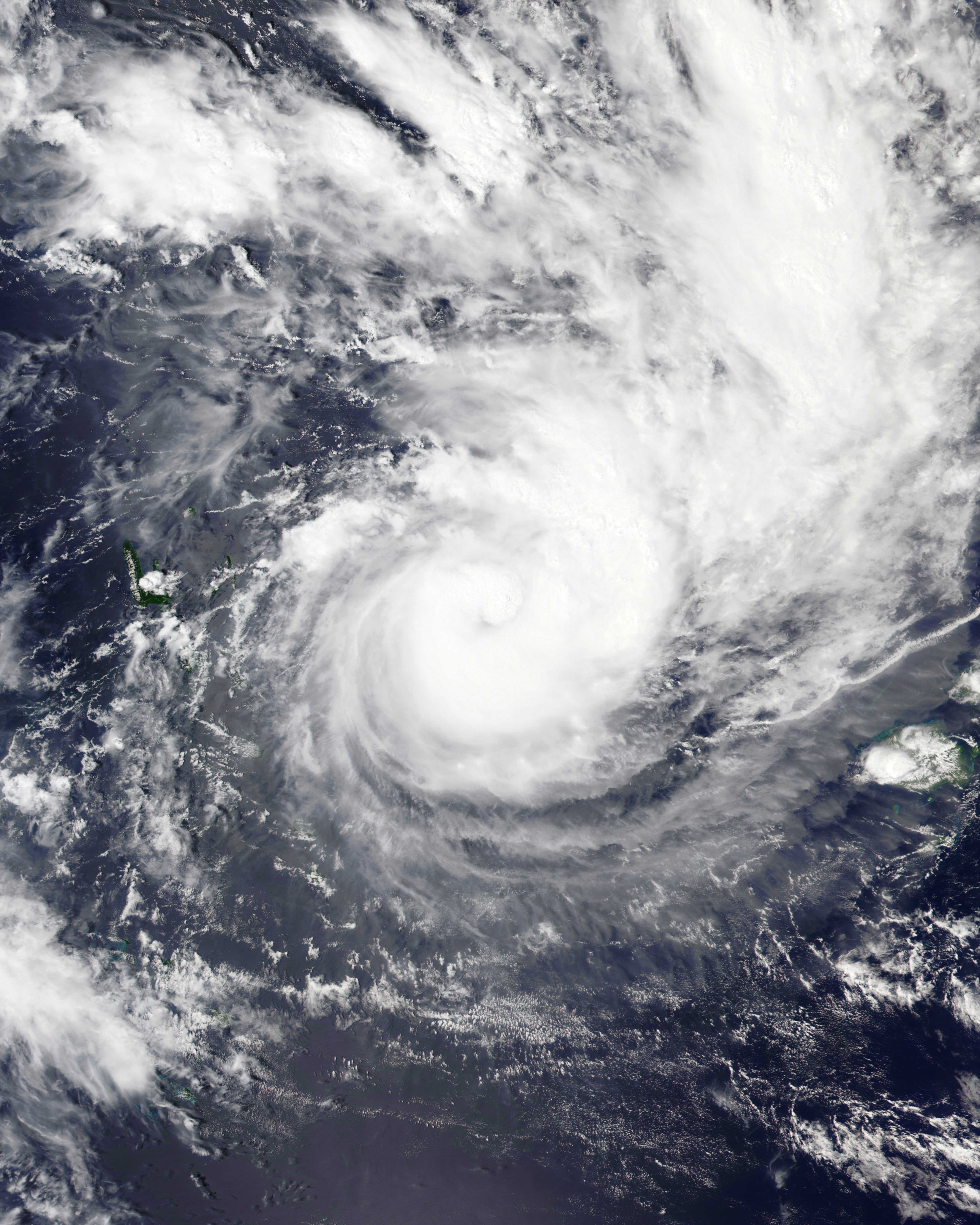
El fortalecimiento del ciclón tropical Yasa en el acercamiento a Fiyi y Vanuatu, a principios del 14 de diciembre de 2020

### Fiyi
Durante el 11 de diciembre, el FMS emitió una advertencia de vendaval para Rotuma, ya que se esperaba que la depresión tropical 01F afectara a la dependencia de Fiyi, con ráfagas de viento de hasta 60 km/h (35 mph). También señalaron que se esperaba que el sistema produjera aguas muy agitadas a alta mar, lluvias intensas e inundaciones marinas en las zonas costeras bajas. Esta advertencia se amplió posteriormente durante el día siguiente para incluir la depresión tropical 02F y una zona de convergencia asociada. La advertencia fue cancelada el 13 de diciembre, después de que 02F se fusionara con 01F y se convirtiera en un ciclón tropical. A medida que la tormenta se acercaba, se emitió una advertencia de viento fuerte para Rotuma y se estableció una advertencia de inundación repentina para Vanua Levu. El 15 de diciembre, se emitió una advertencia de fuertes lluvias para las islas Yasawa y Mamanuca, el este de Viti Levu, Vanua Levu, Taveuni y otras islas más pequeñas cercanas.
El 16 de diciembre se interrumpieron los servicios de transporte marítimo y el Ministerio de Pesca recomendó encarecidamente a los pescadores que se abstuvieran de viajar mar adentro. El Ministerio de Educación, Patrimonio y Artes ordenó el cierre de todas las escuelas, ya que las escuelas se utilizarían para centros de evacuación. El primer ministro Frank Bainimarama instó a todos los fiyianos a prepararse para el ciclón. La Oficina Nacional de Gestión de Desastres publicó en las redes sociales que se esperaban marejadas ciclónicas con olas de hasta 16 m (52 pies). Fiji Airways dijo que sus aviones más grandes operarán servicios de repatriación a Sídney, Auckland, Los Ángeles y Hong Kong, o serán transportados a Sídney o Auckland en los próximos dos días. La aeronave permanecerá en esos aeropuertos para evitar daños por tormenta. Se abrieron centros de evacuación en todo el país y el gobierno puso a los militares en espera para ayudar. Se promulgó un toque de queda en todo el país a partir de las 4:00 p. m. A las 6:00 a. M., Hora local.
A primera hora del 17 de diciembre, Bainimarama anunció en un video publicado en Facebook que más de 850.000 fiyianos, o aproximadamente el 95% de la población del país, se encontraban en la zona de influencia del huracán Yasa. Añadió que los pronósticos meteorológicos anticipaban graves inundaciones costeras, con olas de hasta 10 metros de altura. La policía impuso la prohibición de circular por el transporte público. La declaración del estado de desastre natural otorgó mayor poder a las fuerzas del orden.

### Vanuatu
Cuando la tormenta comenzó a impactar en el país, se puso en vigor una advertencia de fuerte viento para la costa central y sur de Vanuatu.

### Tonga
Cuando Yasa pasó al oeste de Tonga el 18 de diciembre, se emitieron alertas de ciclón tropical para todo el país. Las autoridades advirtieron de vientos con fuerza de huracán en Tongatapu y ʻEua. Se pronostica que otras regiones del país experimentarán lluvias torrenciales, olas de hasta 6 metros de altura y vientos violentos con fuerza de tormenta durante todo el día.

## Impactos

### Fiyi
Mientras Yasa se desplazaba por Fiji, un anciano de la aldea de Yasawa declaró que algunas de sus granjas habían sido destruidas. Partes de [[Distrito de Rakiraki] Rakiraki]] y Labasa se inundaron. El ciclón azotó Vanua Levu y destruyó viviendas en Tabia, Vunivau, Dreketi y Nabouwalu. La escuela primaria Dreketi y otras escuelas en Vanua Levu sufrieron graves daños. Las comunicaciones desde las zonas afectadas se perdieron el 17 de diciembre. Un total de 72 carreteras fueron cerradas en todo el país como resultado de árboles caídos, cables eléctricos rotos, inundaciones y deslizamientos de tierra. En Belego Savusavu, 15 casas fueron destruidas y se interrumpió el suministro de agua y electricidad. Algunas partes de Bua quedaron inaccesibles debido a árboles caídos, deslizamientos de tierra y carreteras dañadas. Se produjeron deslizamientos de tierra masivos a lo largo de la carretera Dreketi-Nabouwalu. Según FBC News, Labasa, Savusavu, Koro y Ovalau sufrieron daños mínimos. En todas las regiones del norte de Fiji, los cultivos resultaron dañados y/o destruidos. En Kubulau Bua, fuertes vientos y lluvias torrenciales que duraron más de seis horas (más que el ciclón Winston) destruyeron alrededor de 60 casas. Un hombre de 45 años y un bebé murieron en Labasa cuando se derrumbó una casa. Más de 93.000 fiyianos (más del 10% de la población) se vieron afectados por la tormenta y alrededor de 23.000 tuvieron que acudir a centros de evacuación. Más de 4.200 casas resultaron dañadas o destruidas. El primer ministro Frank Bainimarama declaró que los daños probablemente superarían los del ciclón Winston en 2016, y tuiteó además que "Esto no es normal. Es una emergencia climática". Los informes mostraron que gran parte de las casas en las aldeas fueron completamente destruidas y los cultivos arrasados por los fuertes vientos traídos por Yasa. Como ocurrió con muchos desastres durante la pandemia de COVID-19, se anticipó que la recuperación sería mucho más difícil y lenta debido a las restricciones y medidas que aún debían adoptarse mientras miles de personas permanecían en centros de evacuación.
Un estudio de daños realizado en febrero de 2021 indicó que los daños totales ascendieron a FJ$500 millones (US$245 millones), de los cuales FJ$147 millones (US$72,1 millones) correspondieron a daños agrícolas. Un total de 2.141 viviendas quedaron completamente destruidas y otras 6.184 parcialmente dañadas.

### Tonga
Dado que Yasa tomó una trayectoria ligeramente más occidental de lo previsto, gran parte de Tonga se salvó del ciclón. La isla de Vavaʻu reportó daños menores en cultivos frutales y plantas de Kava. Alrededor de 90 personas que estaban en cuarentena debido a la COVID-19 en un campamento en Vaini, Tongatapu, tuvieron que ser evacuadas a Fua'amotu (una aldea remota en Nukuʻalofa) debido a Yasa.

## Consecuencias
Poco después de que Yasa tocara tierra en Fiyi, la Federación Internacional de Sociedades de la Cruz Roja y de la Media Luna Roja (FICR) publicó información sobre los fondos iniciales de ayuda de emergencia para la tormenta. Los fondos, de 86.000 francos suizos (97.000 dólares estadounidenses), se utilizaron para proporcionar primeros auxilios, materiales de refugio, lonas impermeables, kits de higiene, artículos para el hogar y agua potable a más de 17.700 personas. El Ministerio de Salud y Servicios Médicos (Fiyi) recibió botiquines médicos de emergencia interinstitucionales y otros suministros médicos y sanitarios. Numerosos botiquines WASH, cajas escolares y cajas escolares se almacenaron en un almacén en Brisbane, Australia, para su envío a Fiyi. Mientras tanto, algunos de estos mismos suministros se habían almacenado previamente en Fiyi antes de la tormenta. Un vuelo de reconocimiento de la Real Fuerza Aérea de Nueva Zelanda sobrevoló las áreas afectadas para evaluar mejor los daños; la zona de desastre fue comparada con la de una "zona de guerra". La Ministra de Asuntos Exteriores de Australia Marise Payne emitió una declaración el 19 de diciembre en la que prometía que Australia proporcionaría ayuda humanitaria de emergencia en toda la capacidad posible y expresaba sus condolencias y pensamientos a todas las personas afectadas por el ciclón. Payne afirmó además que "a lo largo de nuestra larga historia de cooperación, Fiyi y Australia se han convertido en algo más que vecinos: somos una familia. [...] Australia promete su apoyo continuo a nuestra comunidad fiyiana tras el huracán Yasa". El HMAS Adelaide de Australia, que transportaba personal del 6º Regimiento de Apoyo de Ingeniería del Ejército australiano y equipo, fue enviado para ayudar a Fiji en sus esfuerzos de recuperación.
Muchas familias en las zonas afectadas perdieron el acceso a alimentos y se quedaron sin ellos justo antes de la temporada navideña. Olas de más de 3 m impidieron que los barcos zarparan de Suva, en la isla de Viti Levu. La secretaria de la ONG ambientalista 350 en Fiyi, Genevieve Jiva, declaró que los fiyianos están "literalmente luchando por nuestra supervivencia" tras el paso de la tormenta.

### Retiro del nombre
- Debido a su ataque, el nombre Yasa fue retirado de la lista de nombres y fue reemplazado por Yabaki.